# Calathea macilenta
Calathea macilenta là một loài thực vật có hoa trong họ Marantaceae. Loài này được Lindl. mô tả khoa học đầu tiên năm 1829.